# جون فيلتون بيتس
جون فيلتون بيتس هو سياسي كندي، ولد في 9 أكتوبر 1854 في قوينت ويست في كندا، وتوفي في 9 مايو 1914 في برينس ألبرت في كندا.